# Isometrus kovariki
Espèce
Isometrus kovariki est une espèce de scorpions de la famille des Buthidae.

## Distribution
Cette espèce est endémique du Karnataka en Inde. Elle se rencontre vers Bangalore.

## Description
Le mâle holotype mesure 61 mm, les mâles mesurent de 42,93 à 61 mm et les femelles de 40,98 à 43,68 mm.

## Étymologie
Cette espèce est nommée en l'honneur de František Kovařík.

## Publication originale
- Sulakhe, Dandekar, Mukherjee, Pandey, Ketkar, Padhye & Bastawade, 2020 : « A new species of Isometrus (Scorpiones: Buthidae) from southern India. » Euscorpius, no 310, p. 1-13 (texte intégral).